# N225 (België)
De N225 is een gewestweg in België tussen Sint-Agatha-Berchem (N9) en Koekelberg (N256). De weg heeft een lengte van iets meer dan 1 kilometer. 
De straatnamen van de route zijn Josse Goffinlaan en Frans Gasthuislaan. De gehele weg bestaat uit twee rijstroken in beide rijrichtingen samen. Tevens maakt ook de Brusselse tram gebruik van deze route.